# Soviet

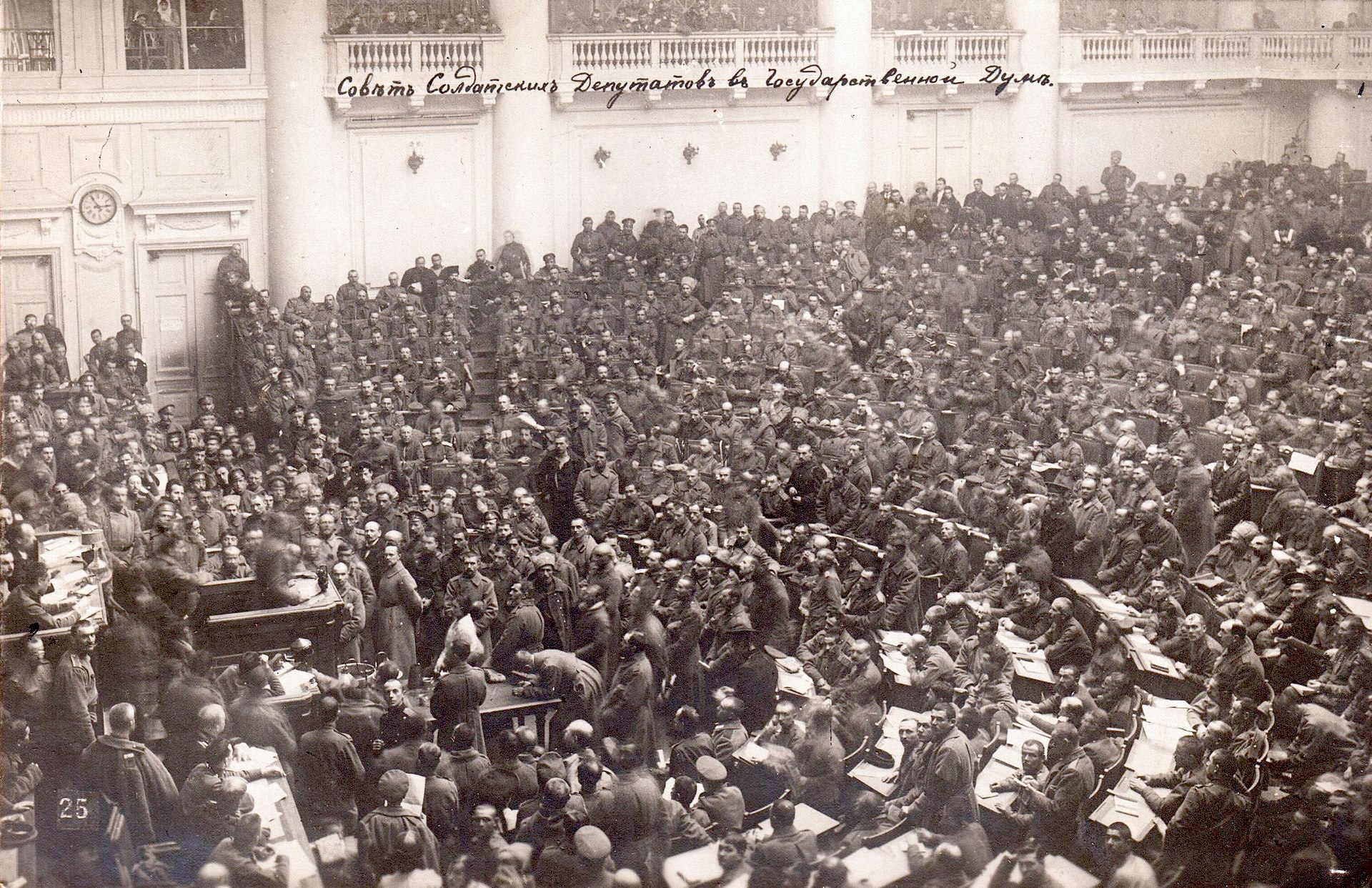
Riunione del Soviet di Pietrogrado, 1917

Il Soviet (in russo Совет?, sovet; IPA: [sɐˈvʲet] , letteralmente «consiglio») è una struttura assembleare finalizzata alla gestione democratica e livellata del potere politico ed economico da parte della classe operaia e contadina. I Soviet nacquero nell'Impero russo all'inizio del XX secolo e divennero fondamento costituzionale dello Stato socialista dapprima nella RSFS Russa e poi in Unione Sovietica. Analoghe strutture, sull'esempio russo e sovietico, si svilupparono successivamente anche in altri Paesi.

## Storia

### Prime forme di organizzazione operaia
Le prime forme di organizzazione operaia nell'Impero russo risalgono agli anni 1896-1897, quando all'interno delle singole fabbriche si formarono clandestinamente dei comitati di sciopero, in un periodo in cui le libertà civili e politiche erano vietate.
Un'altra premessa all'organizzazione dei Soviet, o Consigli, risale all'inizio del 1905, quando lo zar Nicola II volle la costituzione a San Pietroburgo della Commissione Šidlovskij, formata da funzionari, industriali e delegati operai. Le riunioni per l'elezione di questi ultimi furono l'occasione per significative rivendicazioni sociali che vennero respinte, portando al fallimento del progetto. L'esperienza maturata dagli operai in questa fase fu messa a frutto nell'organizzazione sia dei gruppi sindacali che dei primi Soviet che, a partire da quello di San Pietroburgo, svolsero un ruolo importante nel prosieguo della Rivoluzione russa del 1905.
Tali organizzazioni, inizialmente finalizzate alla direzione degli scioperi degli operai, divennero in molti casi, sotto l'influsso dei bolscevichi, centri dell'insurrezione armata. In totale nel corso della Rivoluzione nacquero 62 Soviet, alcuni dei quali rappresentanti non solo gli operai, ma anche i soldati, i cosacchi, i marinai, i contadini.

### Le rivoluzioni del 1917
Con la sconfitta della Rivoluzione i Soviet cessarono la loro attività, ma furono riproposti nel corso della vittoriosa Rivoluzione di febbraio del 1917. I Soviet iniziarono a riunire insieme i deputati degli operai, eletti nelle assemblee delle fabbriche, e dei soldati, eletti nei reparti militari. Il primo Soviet degli operai e dei soldati fu quello della capitale, nel frattempo ribattezzata Pietrogrado: istituito il 27 febbraio, svolgeva di fatto la funzione di Soviet panrusso. Nacquero inoltre Soviet dei deputati dei contadini e, nelle zone dell'Asia Centrale, dall'estate furono organizzati Soviet musulmani.
In una prima fase la maggioranza dei Soviet era controllata dai menscevichi e dai socialrivoluzionari. Tra febbraio e luglio la neoistituita Repubblica russa fu gestita da un doppio potere, quello del Governo provvisorio borghese e quello dei Soviet. La leadership bolscevica portò avanti un grande lavoro fra le masse e cominciò a conquistare sempre maggiore influenza nei Consigli. Essa premeva per il passaggio pacifico di "tutto il potere ai Soviet", secondo il famoso slogan coniato da Lenin nelle Tesi di aprile. Tuttavia, dopo le Giornate di luglio la maggioranza menscevica e socialrivoluzionaria cedette il potere interamente in mano al Governo borghese, cosicché i bolscevichi iniziarono l'organizzazione dell'insurrezione armata. In questa fase, e soprattutto durante la resistenza contro il colpo di Stato di Kornilov, riuscirono ad acquisire la maggioranza in numerosi Soviet, compresi quelli di Pietroburgo e Mosca.

### La Repubblica dei Soviet
Alla vigilia della Rivoluzione d'ottobre operavano in totale 1.429 Soviet. Dopo la presa del potere, i bolscevichi concretizzarono l'idea di istituire una vera e propria Repubblica dei Soviet: il II Congresso panrusso dei Soviet dei deputati degli operai e dei soldati proclamò infatti il passaggio del potere ai Consigli, ed essi divennero il fondamento del nuovo Stato socialista.
I Soviet dei deputati degli operai e dei soldati, a maggioranza bolscevica, divennero gli organi del potere nelle città, mentre quelli dei deputati dei contadini, per lo più controllati dai socialrivoluzionari, nelle campagne. Su iniziativa dei bolscevichi e dei socialrivoluzionari di sinistra si avviò, sia a livello centrale che locale, l'unificazione dei Soviet dei deputati degli operai e dei soldati con quelli dei deputati dei contadini. Il processo fu sostanzialmente concluso entro il marzo 1918, dando vita ad un sistema unitario di Soviet i quali, con la costituzione dell'Armata Rossa, assunsero il nome di Soviet dei deputati degli operai, dei contadini e dei soldati dell'Armata Rossa.
Il sistema dei Soviet fu fissato nella Costituzione sovietica del 1918. Esso comprendeva il Congresso panrusso dei Soviet, i Congressi dei Soviet di oblast', di governatorato, di uezd e di volost' e i Soviet urbani e degli insediamenti rurali, mentre tra le riunioni dei Congressi il potere era esercitato dal Comitato esecutivo centrale panrusso e dai singoli Comitati esecutivi.
Il diritto di voto attivo e passivo per i Soviet era garantito a tutti i lavoratori, soldati e marinai che avessero compiuto i 18 anni. L'azione dei Soviet era diretta dal Partito Comunista attraverso le proprie apposite sezioni organizzate presso i Soviet di tutti i livelli.
Con la formazione di Repubbliche e oblast' autonomi furono creati i relativi Soviet e i Congressi dei Soviet delle autonomie. Strutture dello stesso tipo sorsero nelle Repubbliche sovietiche sovrane, come Ucraina e Bielorussia, e tale forma organizzativa si estese anche ad altri Paesi europei e, alla fine degli anni venti, alla Cina.
Nel 1922, con la formazione dell'Unione Sovietica, sorse come nuovo organo superiore del potere statale il Congresso dei Soviet dell'URSS, mentre i Congressi delle singole Repubbliche federate continuarono a operare ciascuno nel proprio territorio. Il nuovo sistema, sullo schema di quello della RSFS Russa, fu confermato nel 1924 nella prima Costituzione dell'URSS.

### I Soviet dei deputati dei lavoratori
L'adozione della nuova Costituzione sovietica, nel 1936, pose al vertice della struttura dei Consigli il Soviet Supremo dell'URSS e i Soviet Supremi delle Repubbliche federate, che andarono a sostituire i relativi Congressi dei Soviet. Fu modificato anche il sistema elettorale delle varie assemblee, e il suffragio divenne uguale e diretto, superando i sistemi di ponderazione precedentemente in vigore, resi non necessari dall'avvenuta eliminazione nel Paese delle classi dominanti.
Nell'occasione i Soviet dei deputati degli operai, dei contadini e dei soldati dell'Armata Rossa vennero rinominati Soviet dei deputati dei lavoratori, allo scopo di riflettere l'unità morale e politica raggiunta dalle classi lavoratrici sovietiche. Un ulteriore avanzamento in questo senso si registrò con l'adozione della Costituzione del 1977, che proclamò conseguita l'unità sociopolitica e ideale della società sovietica. Divenuta l'URSS «Stato di tutto il popolo», i Consigli vennero rinominati Soviet dei deputati del popolo.
Durante la perestrojka, le modifiche costituzionali del 1988 istituirono il Congresso dei deputati del popolo dell'URSS quale organo superiore del potere statale al posto del Soviet Supremo, che ne divenne espressione. Analogamente, Congressi dei deputati del popolo sorsero al vertice del sistema sovietico nelle Repubbliche federate.
Dopo la dissoluzione dell'Unione Sovietica il sistema dei Soviet sopravvisse nella Federazione Russa fino al 1993.

### Approfondimenti
- Martin Buber, Sentieri in Utopia, Milano, Edizioni di Comunità, 19812.
- (EN)  Leanid Marakou, Repressed literary men, scientists, educators, public and cultural figures of Belarus, 1794-1991, Volume I-III3
- Jean-Jacques Marie, Kronstadt 1921. Il Soviet dei marinai contro il governo sovietico, Torino, UTET, 2007
- Roberto Massari, Le teorie dell'autogestione, Jaca Book, Milano 19741.
- Anna M. Pankratova, I Comitati di fabbrica in Russia all'epoca della rivoluzione (1917-1918), Roma, Samonà e Savelli, 1970
- Arthur Rosenberg, Storia del Bolscevismo, Firenze, Sansoni, 19693.